# Nizza Thobi
Nizza Thobi (* 15. Juli 1947 in Jerusalem, Völkerbundsmandat für Palästina) ist eine israelischstämmige Sängerin und Musikerin, die in Deutschland lebt.

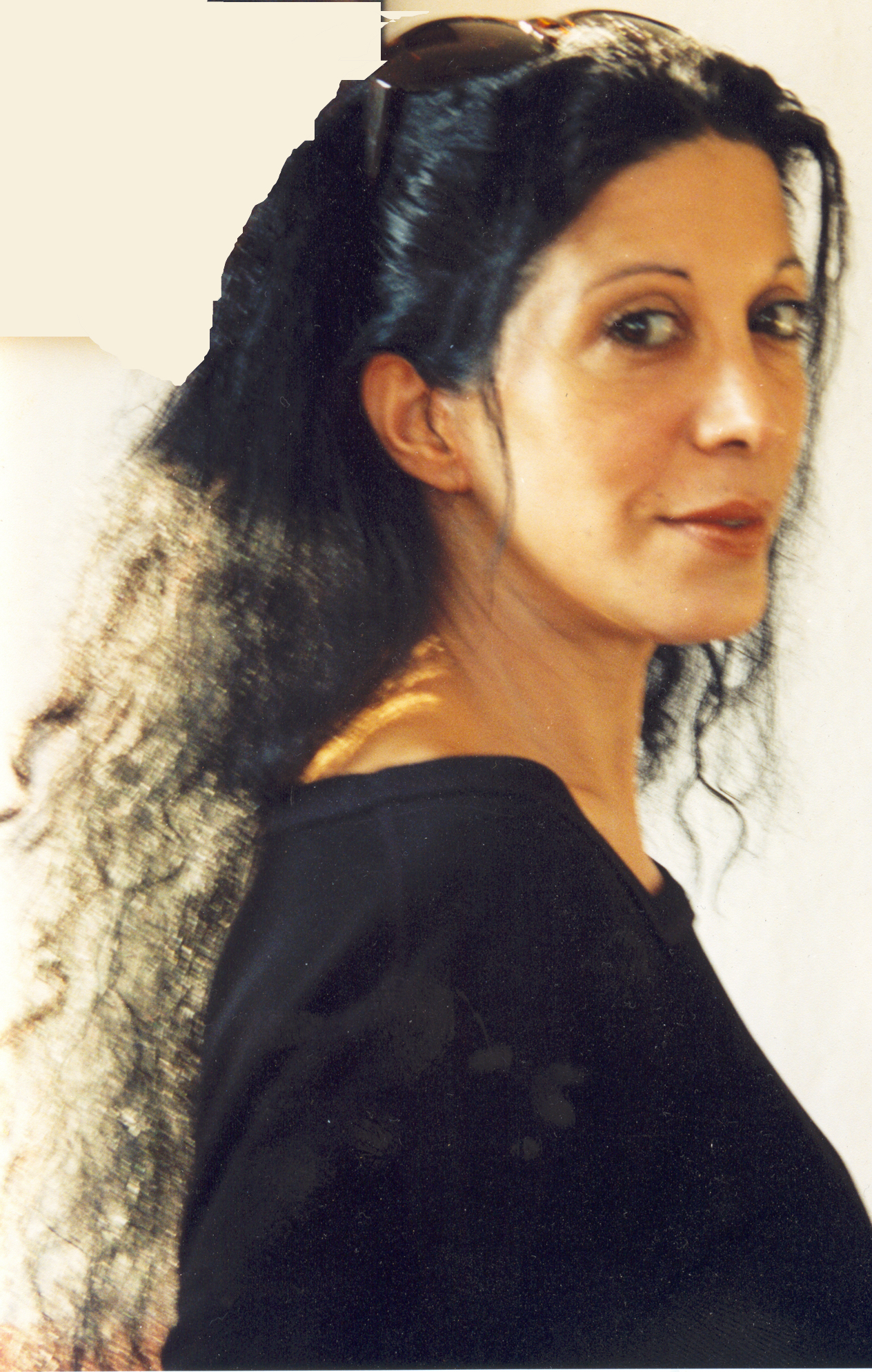
Nizza Thobi

## Biographie
Thobi wurde in Jerusalem nahe dem Ölberg als Tochter von sephardischen Juden geboren. Schon als Kind kam sie mit der deutsch-jüdischen Geschichte in Kontakt, als sie bei den Eltern einiger ihrer Mitschüler die eintätowierten Nummern aus der Gefangenschaft in den NS-Konzentrationslagern bemerkte. Sie interessierte sich immer mehr für Deutschland und die Geschichte der Shoah sowie für das Berlin der 1960er Jahre, welches wie ihre Geburtsstadt Jerusalem geteilt war. In den 1960er Jahren studierte sie klassische Gitarre in Jerusalem und tourte anschließend mit der israelischen Folkgruppe „Sabre Show“ durch die ganze Welt. Danach stellte sie sich beim Frankfurter Hair-Musical vor und wurde für die Solo-Rolle für das Lied „Frank Mills“ ausgewählt. 1972 startete sie auch ihre Solokarriere (u. a. im Münchener Szene-Theater "Song Parnass" und im Schwabinger "Shalom Club"). Von Januar 2006 bis 2012 moderierte sie bei Radio LORA München jeweils am vierten Freitag im Monat die Sendung „Jüdische Kultur“. Thobi heiratete 1974 den Kostümbildner Ralf Rainer Stegemann, in dessen Münchner Firma sie auch einige Jahre mitarbeitete.

## Musik und Texte
Nizza Thobi zieht den Faden von Wilna bis nach Jerusalem. Ihre Lieder sind Lieder mit politischem Anspruch. Die einzelnen Titel sind meist Lieder aus den Ghettos, wie zum Beispiel dem Ghetto Wilna oder Warschau. Die Geschichten, die hinter den einzelnen Musikstücken stehen, sind ihr dabei besonders wichtig und werden von der Musikerin in oft aufwändiger Arbeit recherchiert. Aber auch Lieder aus dem osteuropäischen Judentum und dem heutigen Israel finden auf ihren Veröffentlichungen Platz; Nizza Thobi singt Lieder auf Jiddisch, Hebräisch, Aramäisch, Ladino, Griechisch und Deutsch.

## Diskographie
- 1982: Mir lebn ejbig (LP, 2006 auch als CD, David Records)
- 2000: Gebojrn in a sajdn hemdl (Album, David Records)
- 2006: Jiddisch is gor nischt asoj schwer (Album, David Records)
- 2009: Ein Koffer spricht (Album, David Records)

## Sonstiges
Im Jahre 1976 gewann Tony Marshall mit dem Lied Der Star den Wettbewerb Ein Lied für Den Haag, die deutsche Vorentscheidung zum Eurovision Song Contest. Das Lied wurde jedoch kurz darauf disqualifiziert, da Nizza Thobi behauptete es schon vorher öffentlich gesungen zu haben.
Bei ihrem Tournee-Programm „Ein Koffer spricht“ wurde sie von Peter Wegele (Piano) und Niki Kampa (Geige) begleitet.